# Stanley (îles Malouines)
Pour les articles homonymes, voir Stanley.
Stanley, (/ˈstæn.li/), aussi connue sous le nom de Port Stanley ou Puerto Argentino, est la capitale des îles Malouines (en anglais : Falkland Islands) et est située à l'extrémité nord-est de l'île Malouine orientale. Elle a une population d'environ 2 115 habitants (2006), soit les deux tiers de la population de l'archipel. La ville est au sud de Stanley Harbour, sur une pente orientée vers le nord, dans une des zones les plus humides de l'archipel.
Stanley est le centre administratif le plus austral du monde. En raison de son faible taux de résidents la ville n'est cependant pas considérée comme étant la capitale la plus australe du monde, rôle dévolu à Wellington en Nouvelle-Zélande.  En Amérique du Sud, c'est Ushuaïa qui est la capitale régionale la plus australe du monde.

## Toponymie
Dans les mondes anglophone et francophone, la ville est connue sous la variante Port Stanley.
En Argentine, pays qui revendique la souveraineté sur les îles, le nom officiel de la ville est Puerto Argentino, mais ce nom n'est pas utilisé par d'autres pays hispanophones.

## Histoire

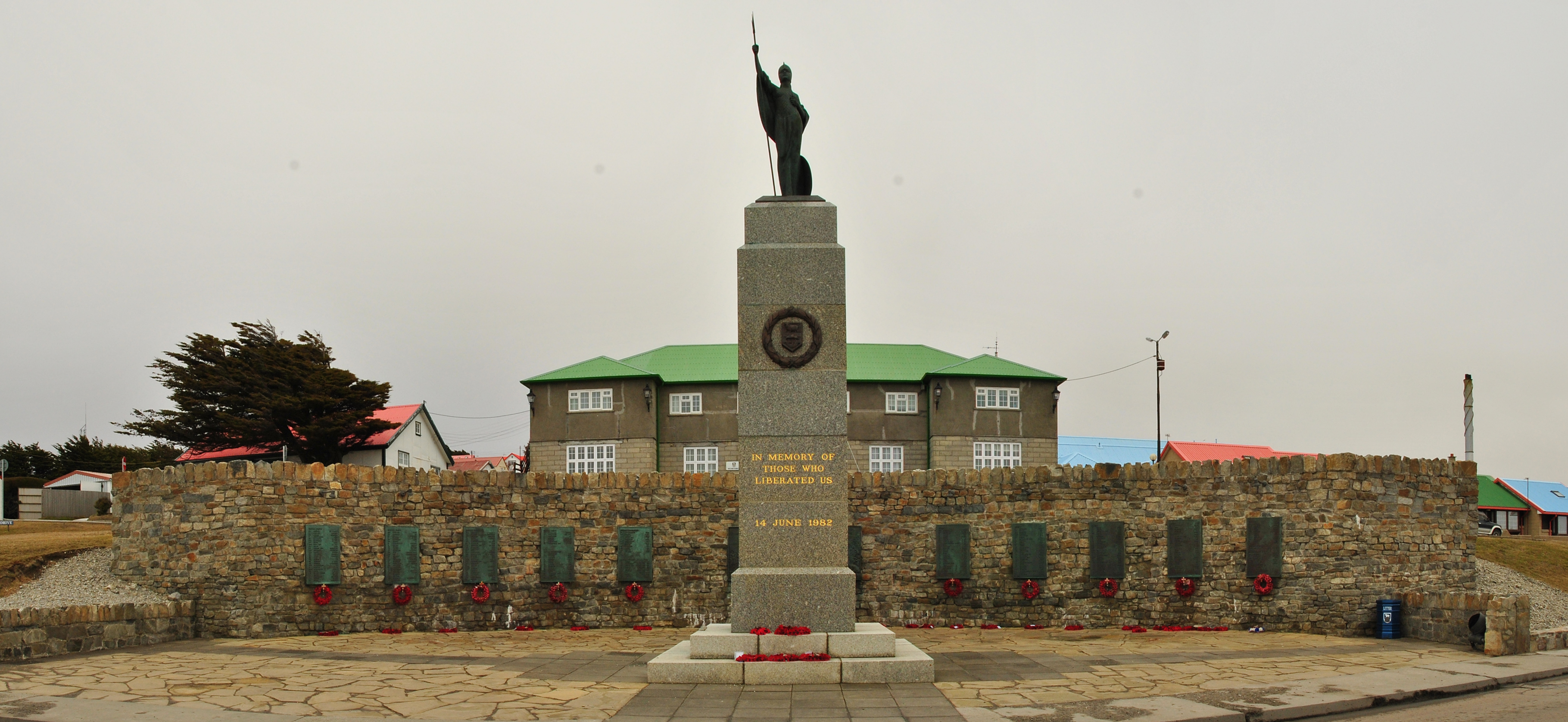
Monument commémoratif de la guerre des Malouines.

C'est Louis-Antoine de Bougainville qui dans le mois de février 1764 commença à établir des colons aux îles Malouines, établissement qui fut ensuite cédé aux Espagnols.
Le début la colonisation anglaise commença en 1843, et Stanley devint la capitale de l'archipel en juillet 1845. La ville fut baptisée en l'honneur de Lord Stanley, secrétaire d'État à la Guerre et aux Colonies britanniques de l'époque.
La colonie connut une croissance rapide grâce à son port en eaux profondes. Elle se spécialisa dans un premier temps dans la réparation des bateaux de pêche, puis devint une base pour la pêche à la baleine et aux phoques dans l'Atlantique Sud, puis une importante base logistique de la Royal Navy pour l'approvisionnement en charbon de ses navires. Les bateaux qui y étaient basés prirent part à la bataille des Falklands durant la Première Guerre mondiale et à la bataille du Rio de la Plata durant la Seconde Guerre mondiale.
Des glissements de terrain (chute de tourbe), dus au coupage excessif de celle-ci, détruisirent une partie de la ville en 1866 et 1879, la seconde tuant deux personnes. En 1911 Stanley avait 916 habitants.
L'aéroport de Stanley est utilisé pour les vols intérieurs et pour les vols à destination des bases britanniques en Antarctique. Il fut inauguré en 1979. Avant sa construction, les vols intérieurs étaient effectués en hydravion depuis l’Argentine.
En 1982, Stanley fut occupée par l'armée argentine durant la guerre des Malouines d'avril à mi-juin et renommée Puerto Argentino. La ville subit quelques dégâts et trois civils furent tués par les bombardements britanniques. Après que ces derniers eurent pris les hauteurs entourant la ville, les Argentins se rendirent, épargnant ainsi Stanley. Il y avait de nombreux champs de mines autour de la ville et certaines zones restent encore minées.

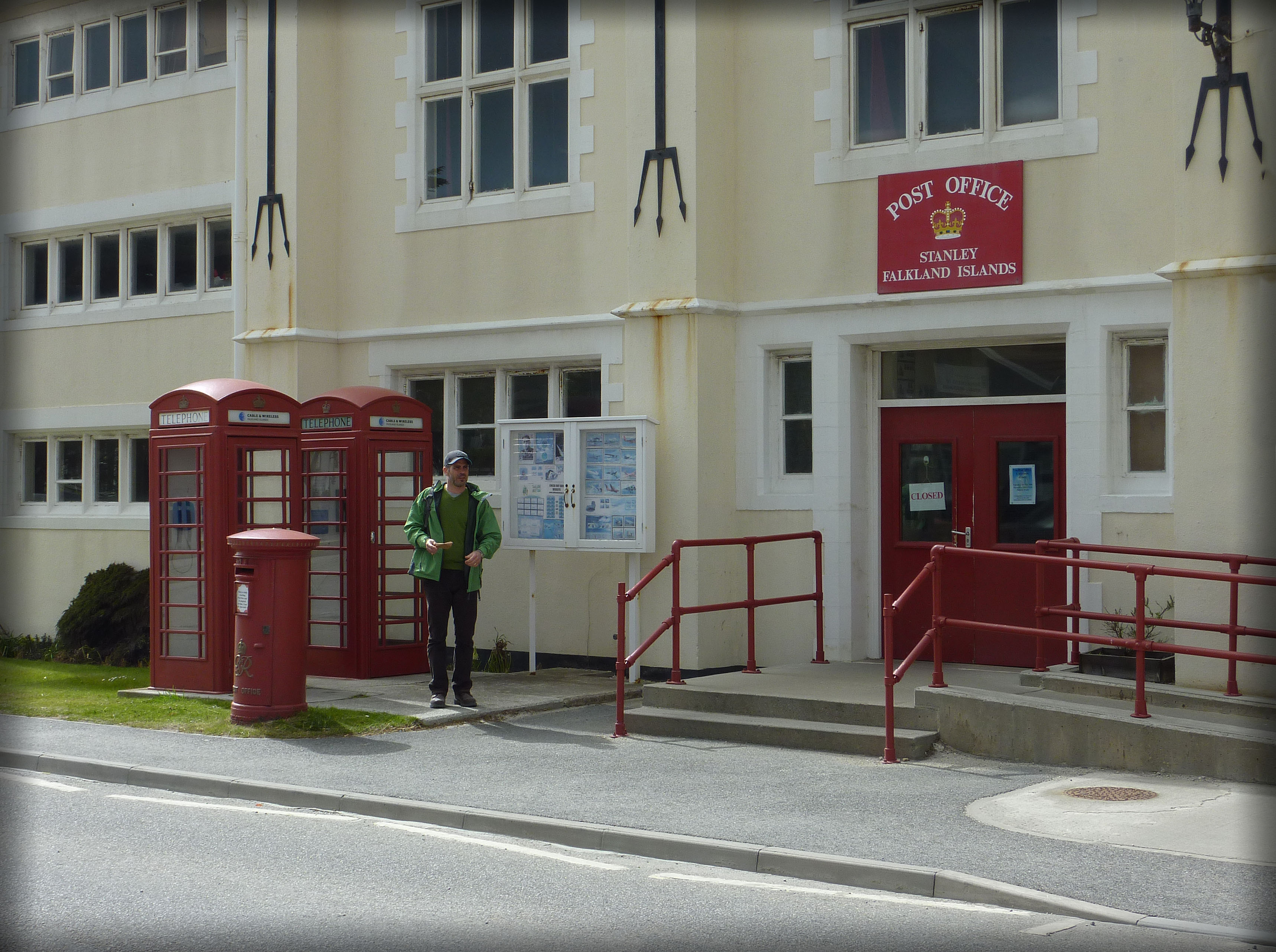
Bureau de poste.

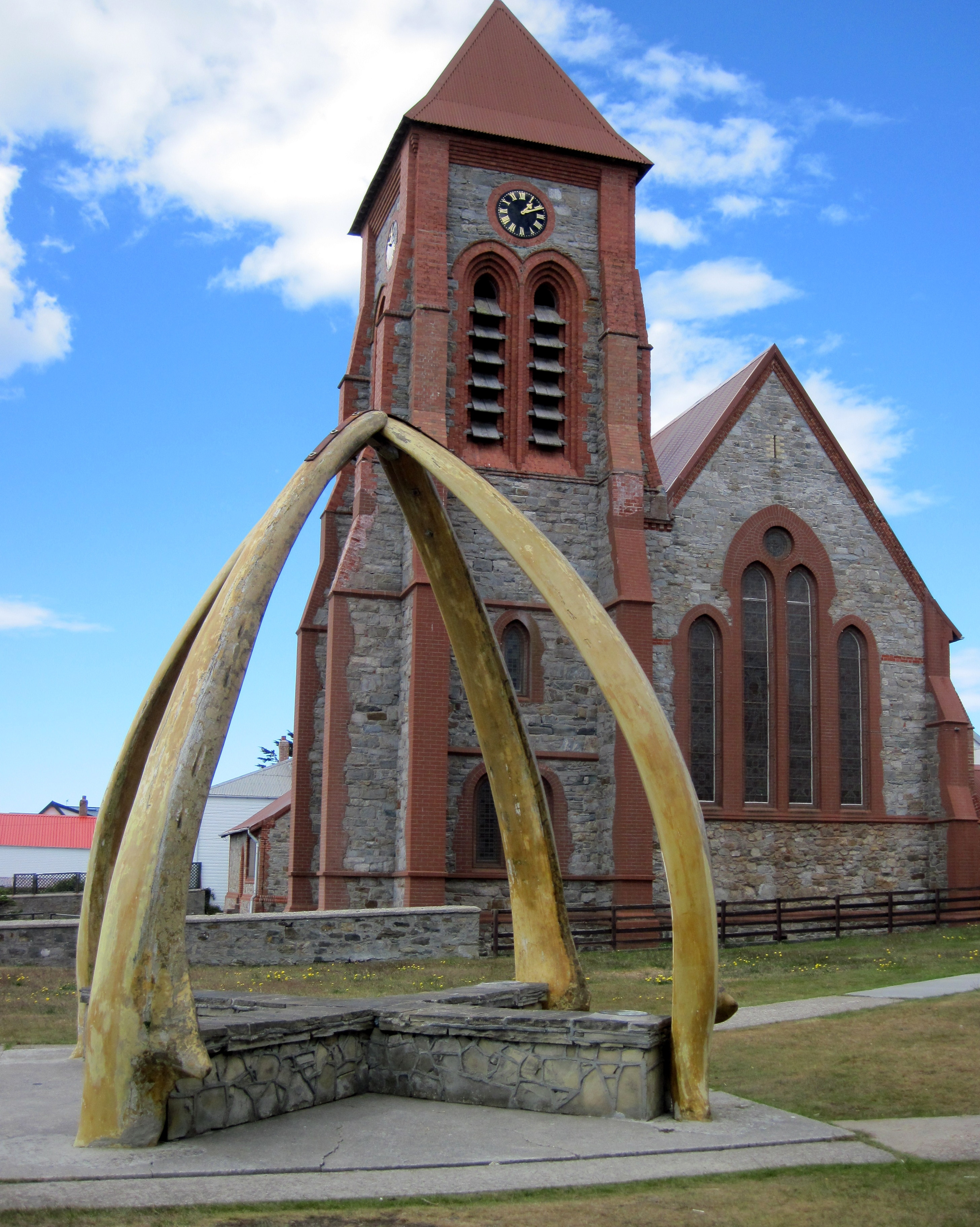
La cathédrale et l'arche en os de baleine.

De nos jours, en raison de l'occupation britannique de ces îles, aucun bateau battant pavillon des îles Malouines ne peut accoster dans un port d'Amérique du Sud.[réf. nécessaire].

## De nos jours
De nos jours, Stanley est au cœur du système routier de l'île Malouine orientale et est le principal centre commerçant des îles. Il possède également une piscine, une école, un hôpital et une bibliothèque. La Falkland Islands Company, principale société de l'archipel, possède plusieurs magasins et un hôtel dans la ville. Port Stanley est aussi le siège de la Falkland Islands Broadcasting Station. La ville compte également des serres.
Parmi les curiosités, on compte le musée des îles Malouines, la maison du Gouverneur, construite en 1845 pour le gouverneur des Îles Malouines, un terrain de golf, la cathédrale anglicane des îles Malouines, la plus australe du monde et connue pour l'arche en fanon de baleine construite à proximité immédiate, l'église catholique Sainte-Marie, un totem, plusieurs monuments aux morts et des bateaux naufragés dans son port. Gypsy Cove, connue pour ses manchots de Magellan, et cap Pembroke, l'extrémité orientale des îles Malouines, sont très proches de Stanley.